# Antic Ajuntament de les Borges Blanques
L'Antic Ajuntament de les Borges Blanques és una obra del municipi de les Borges Blanques (Garrigues) inclosa en l'Inventari del Patrimoni Arquitectònic de Catalunya.

## Descripció
Es tracta d'un edifici ubicat a la part central de la Plaça del Primer d'Octubre. Està estructurat en planta baixa i dos pisos superiors, sostinguts per una arcada de pedra vista. La façana, a excepció de les zones destacades (cornisa, marcs de finestres, cantonades) no es veu la pedra sinó que s'ha arrebossat.
La composició és força sòbria i ordenada, al primer pis hi ha un balcó corregut amb tres obertures que coincideixen amb les tres finestres, tot i que ja més petites, del pis superior. El portal rectangular de tres arcs, sembla el basament de l'edifici i als laterals hi ha unes pilastres en baix relleu que sostenen un fals entaulament que és la cornisa, de poc voladís.

## Història
Es desconeix quan s'instal·la l'edifici en aquestes dependències però hi estigué fins al 1940, aproximadament. En aquell moment es trasllada a la seva seu actual, el Palau del Marquès d'Olivart. El 1942 s'hi ubica el jutjat de pau i l'any següent, el telègraf. A les seves dependències també hi va haver el centre excursionista i la coral.
El 1987 fou víctima d'un atemptat terrorista i restà un temps abandonat i en força mal estat. No se sap exactament en quin moment es fan les obres però ja el 1998 tornava a acollir el jutjat de pau i el centre cívic on entre altres entitats hi ha l'associació de secretaries o l'escola de campaners.